# Жовті
Жо́вті (рос. Жёлтые) — село у складі Верхошижемського району Кіровської області, Росія. Входить до складу Угорського сільського поселення.
Населення становить 20 осіб (2010, 35 у 2002).
Національний склад станом на 2002 рік — росіяни 100 %.